# Curtis Strange
Curtis Strange (Norfolk (Virginia), 30 januari 1955) is een Amerikaans golfer.
Zijn vader bezat een golfclub en Curtis begon te golfen op 7-jarige leeftijd.
 
In 1975 speelde hij in de Walker Cup, waarbij hij de singles eenmaal gelijk speelde en eenmaal won en de foursomes tweemaal won.

## Professional
Hij werd in 1976 professional en bouwde een succesvolle carrière op. Hij heeft tussen 1986 en 1990 200 weken in de top-10 van de wereldranglijst gestaan.

In 1976, 1977 en 1978 speelde hij in Europa in totaal zeven toernooien, daarna speelde hij op de Amerikaanse PGA Tour. Daar won hij 17 maal waaronder 2 Majors: het US Open in 1988 en 1989. In 1988 won hij de 18-holes play-off van Nick Faldo. Strange is de laatste speler die erin slaagde het US open 2 maal na elkaar te winnen. 
Hij won ook vijf toernooien buiten de VS, zijn laatste zege dateert uit 1993, de Greg Norman Holden Classic in Australië.

#### Teams
Curtis Strange was als speler 5 maal lid van het Amerikaanse Ryder Cup team dat tweejaarlijks tegen Europa speelt, de laatste keer met een wildcard van Lanny Wadkins. In 2002 was hij captain van het Amerikaanse team. 

#### Champions Tour
Sinds 2005 is hij actief op de Champions tour (voor spelers ouder dan 50). Hier heeft hij nog geen overwinning behaald.
Op 12 april 2007 werd Strange gekozen in The World Golf Hall of Fame, de inhuldiging was op 12 november 2007.
Op 22 april 2009 onderging Strange een operatie aan de rechterheup. Eind 2009 kon hij weer toernooien spelen, zonder veel succes echter. Strange heeft het duidelijk moeilijk met het hoge niveau van de Champions tour. 
Samen met collega Mark Calcavechia organiseerde Strange op 28 september 2009 een benefiettornooi voor Ken Green, die recent een been verloor bij een verkeersongeluk.
Na zijn heupoperatie speelt Strange een beperkt programma, goede resultaten zijn er niet bij. Ook is hij deeltijds aan de slag als commentator bij ESPN.
Curtis Strange woont in Morehead City, North Carolina.